# MV Atheltemplar
MV «Ательтемплієр» (англ. MV Atheltemplar) — британський танкер, побудований компанією Lithgows на верфі Порт-Глазго у Шотландії. 15 квітня 1930 року був спущений на воду, активно залучався до воєнних дій на початковій фазі Другої світової війни.

## Історія
Перший зареєстрований похід «Ательтемплієра» під час Другої світової війни відбувся до перського Абадана на Шатт-ель-Араб. Танкер вийшов з конвоєм OB 10 у рідні води та повернувся до Гібралтару з вантажем перед тим, як знову відпливти на схід до Порт-Саїду.
«Ательтемплієр» повернувся до Великої Британії з конвоєм HG 9, який залишив Порт-Саїд 19 листопада 1939 року, але вдень 14 грудня 1939 року він наразився на міну, закладену німецькими міноносцями біля гирла Тайн. Есмінці «Келлі» і «Могаук» були відправлені як супровід рятувальних буксирів Great Emperor, Joffre і Langton. Під час операції «Келлі» також підірвався на міні та отримав пошкодження корпусу. У той час як «Могаук» відправив групу на борт «Ательтемплієра», а Joffre і Langton взяли танкер на буксир, сам «Келлі» взяв на буксир Great Emperor і повернув на Тайн.
Після ремонту «Ательтемплієр» повернувся до строю 9 квітня 1940 року та відплив до Бермудських островів, а потім повернувся у рідні води з конвоєм HX 42. Наприкінці травня та на початку червня 1940 року він брав участь в операції «Динамо», під час якої він заправляв пальним есмінці Королівського флоту та був атакований Люфтваффе кілька разів у гавані Дувр та поблизу неї. В подальшому брав участь у трансатлантичних переходах, зокрема з конвоєм HX 84, який був атакований німецьким крейсером «Адмірал Шеєр». «Ательтемплієр» і однотипному танкеру «Ательімпрес» вдалося втекти неушкодженими.
Потім «Ательтемплієр» здійснив серію прибережних подорожей у рідних водах, перш ніж пройти ремонт у Сміт-Ярді взимку 1940—1941 років. 25 лютого 1941 року судно приєдналося до конвою EN 79 із 26 транспортів, який 1 березня 1941 року вирушив із Метіла в зону рандеву конвою в Атлантичному океані біля озера Лох Ю на західному узбережжі Шотландії. З настанням темряви конвой EN 79 був атакований біля узбережжя Абердиншира бомбардувальниками He 111 KG 26, бомбардувальної ескадри Люфтваффе, що базувалася в Данії. «Ательтемплієр» прийняв основний удар атаки і був уражений двома 250-кілограмовими бомбами в районі надбудови навігаційного мосту; щонайменше п'ять членів екіпажу загинули миттєво (12 членів екіпажу загинули загалом), а вогонь охопив судно, змусивши вцілілих покинути судно. Один з He 111 був уражений оборонним вогнем SS Tewkesbury і згодом кинув його біля узбережжя Банфшира; екіпаж потрапив у полон. Ті, хто вижив, були підняті на борт тральщика «Леда» класу «Гальсіон». Інший тральщик, «Спідвел», боровся з вогнем, а потім взяв «Ательтемплієр» на буксир. Спочатку його відбуксирували до Імперського доку в Літі, а пізніше провели масштабний ремонт. У червні 1941 року судно повернулося до строю.
О 4:00 14 вересня 1942 року німецький підводний човен U-457 (корветтен-капітан Карл Бранденбург) атакував конвой PQ 18 на південний захід від острова Ведмежий і повідомила про затоплення одного танкера та ще одного судна та двох влучень в есмінець типу «Джавелін». Насправді, лише «Ательтемплієр» був уражений, і екіпаж негайно покинув палаючий танкер. Тральщик «Харрієр» намагався затопити судно із гармат, але не вдалось, і танкер залишився позаду, востаннє його бачили палаючим, але все ще на плаву. Капітан, 42 члени екіпажу та 18 стрільців були підібрані британським рятувальним кораблем Copeland і британським есмінцем «Оффа» і передані на британські тральщики «Харрієр» і «Шарпшутер». Пізніше їх пересадили на британський крейсер «Сцилла» і висадили в Скапа-Флоу. Пізніше троє членів екіпажу померли від отриманих травм.
14 вересня о 14:30 U-408 натрапив на уламки «Ательтемплієра», що перекинувся, і добив його кількома пострілами з 88-мм гармати.